# Acid cloros
Acidul cloros este un oxoacid al clorului cu formula chimică HClO2 în care atomul central de clor are numărul de oxidare +3.  
Acidul cloros se obține prin acțiunea acidului sulfuric asupra cloritului de bariu: 
Ba(ClO2)2 + H2SO4 = 2 HClO2 + BaSO4
Acidul cloros se poate obține și prin reducerea dioxidul de clor cu peroxid de hidrogen:
2 Cl2O + H2O2 = 2 HClO2 + O2

Cloritul de sodiu este folosit la decolorarea celulozei și pentru albirea fibrelor naturale (bumbac și in) sau sintetice (poliamidă, poliacrilonitril, poliester etc.). Acesta mai poate fi folosit la dezinfectarea apei din piscine.